# Dysstroma composita
Dysstroma composita là một loài bướm đêm trong họ Geometridae.